# Trick or Treat (banda)
Trick or Treat  é uma banda italiana de power metal fundada em 2002, na cidade de Modena. O seu segundo álbum de estúdio, Tin Soldiers, conta com participação especial de Michael Kiske, ex-Helloween, em duas faixas. Michele Luppi, antigo vocalista do Vision Divine, também tem participação especial no álbum.
Em 7 de março de 2020, o ex-baterista Mirko Virdis morreu aos 38 anos num acidente de trânsito em Formigine. Em 28 de abril do mesmo ano, eles lançaram seu quinto álbum de material original, The Legend of the XII Saints, com músicas inspiradas pel'Os Cavaleiros do Zodíaco e baseadas em cada um dos signos do Zodíaco.
Em janeiro de 2022, eles anunciaram seu sétimo disco de estúdio, Creepy Symphonies, que deverá sair em 1 de abril. O primeiro single, autointitulado, deve ser lançado em 18 de fevereiro.

## Integrantes

### Formação atual
- Alessandro Conti – vocal (2002–atualmente)
- Guido Benedetti – guitarra (2002–atualmente)
- Luca Venturelli – guitarra (2014–atualmente)
- Leone Villani Conti – baixo (2002–atualmente)
- Luca Setti – bateria (2011–atualmente)

### Membro de apoio
- Saverio Verrascina – teclado

### Ex-membros
- Nicola Tomei – bateria (2002–2006)
- Mirko Virdis – bateria (2006–2011)
- Luca Cabri – guitarra (2002–2014)

## Discografia

### Álbuns de estúdio
- 2006: Evil Needs Candy Too
- 2009: Tin Soldiers
- 2012: Rabbits' Hill Pt.1
- 2016: Rabbits' Hill Pt.2
- 2018: Re-Animated
- 2020: The Legend of the XII Saints
- 2022: Creepy Symphonies

### Demo
- 2004: Like Donald Duck